# Jan Stefan Wydżga
Jan Stefan Wydżga herbu Jastrzębiec (ur. około 1610 w powiecie lwowskim, zm. 6 września 1685) – arcybiskup gnieźnieński i prymas Polski w latach 1679-1685, biskup łucki w latach 1655-1659, biskup warmiński w latach 1659-1679, kanclerz wielki koronny, podkanclerzy koronny, kanclerz królowej Polski Ludwiki Marii Gonzagi w 1652 roku, proboszcz kapituły katedralnej lwowskiej w 1641 roku, opat sieciechowski w 1647 roku, historyk.
Jako senator obecny był na sejmach: 1659, 1661, 1662, 1664/1665, 1666 (I), 1668 (III), 1672 (I) i 1674 (II). 

## Życiorys
Jan Wydżga pochodził spod Lwowa, był synem podsędka lwowskiego Jana i Zofii z Kiemliczów Babskiej. We Lwowie kształcił się w kolegium jezuitów, następnie w Belgii (Lowanium). Zwiedziwszy Francję i Hiszpanię udał się na wyższe studia teologiczne do Włoch. W Rzymie uzyskał doktorat z teologii. Po powrocie do kraju otrzymał kanonię, wkrótce potem prepozyturę katedralną lwowską. Był sekretarzem króla Władysława IV, a później Jana Kazimierza.
Referendarz wielki koronny w 1652 roku, mianowany sekretarzem wielkim koronnym. Od 1655 był biskupem łuckim. W 1658 został kanonikiem kapituły warmińskiej, która wybrała go na biskupa warmińskiego (1659). Po abdykacji Jana II Kazimierza w 1668 roku, popierał do polskiej korony kandydaturę francuskiego księcia Wielkiego Kondeusza. Był członkiem konfederacji generalnej zawiązanej 5 listopada 1668 roku na sejmie konwokacyjnym. Był elektorem Michała Korybuta Wiśniowieckiego z województwa malborskiego w 1669 roku. Elektor Jana III Sobieskiego z województwa chełmińskiego w 1674 roku.  Jako biskup warmiński współpracował z królem Janem III Sobieskim, który mianował go w 1675 podkanclerzym, a dwa lata później kanclerzem wielkim koronnym. W roku 1679 po nagłej śmierci poprzednika został arcybiskupem gnieźnieńskim - prymasem Polski.
Jako biskup warmiński zrealizował wiele przedsięwzięć budowlanych: odbudowa pałacu biskupiego na wzgórzu katedralnym we Fromborku, budowa pałacu biskupiego przy zamku w Lidzbarku Warmińskim, odbudowa pomieszczeń mieszkalnych przy kolegiacie w Dobrym Mieście, budowa klasztoru bernardynów w Stoczku Klasztornym i inne.

## Twórczość

### Najważniejsze dzieło
- Historia abo Opisanie wielu poważniejszych rzeczy, które się działy podczas wojny szwedzkiej w Krolestwie Polskim od... 1655 aż do roku 1660, brak miejsca wydania (wyd. 1662-1665); wyd. następne pt. J. S. Wydżga i jego pamiętnik..., wyd. K. W. Wójcicki, Warszawa 1852; wyd. (z rękopisu) K. W. Wójcicki Biblioteka starożytna pisarzy polskich, t. 5, Warszawa 1854, s. 151-208; przekł. łaciński w: Diarium Europaeum, t. 8; przekł. włoski Poliarco Micigno, niewydano; rękopis znajdował się w Bibliotece Św. Genowefy w Paryżu; zob. A. Przezdziecki Wiadomość bibliograficzna o rękopismach zawierających w sobie rzeczy polskie, Warszawa 1850, s. 153.

### Listy i materiały
- Listy i materiały w Archiwum Kapituły Gnieźnieńskiej (wiadomość podał J. Korytkowski Arcybiskupi gnieźnieńscy, t. 4, Poznań 1891, s. 279
- Testament, powst. zimą roku 1681, ogł. J. Korytkowski Arcybiskupi gnieźnieńscy, t. 4, Poznań 1891, s. 288-290.

### Utwór o autorstwie niepewnym
- Series episcoporum varmiensium, Oliwa 1681, drukarnia Klasztoru Oliwskiego; wyd. następne: Braniewo 1877, (według Estreichera autorstwo J. S. Wydżgi mało prawdopodobne).